# Акдоган, Ялчин
Ялчин Акдоган (род. 22 сентября 1969, Ускюдар) — турецкий политик, последователь философской школы традиционализма Рене Генона. 

## Биография
Ялчин Акдоган родился 22 сентября 1969 года в Ускюдаре. Окончил факультет коммуникаций Анатолийского университета. В 1991—1993 годах служил в ВМС Турции. Получил степень магистра в Анатолийском университете. В 2007 году получил должность доцента в университете Мармара.
Журналистская карьера Акдогана началась после работы в «Milliyet», за которую он в 1991 году получил премию фонда молодых журналистов, учреждённого «Hürriyet». Ялчин Акдоган писал для газет «Yeni Şafak», «Star», «İç Anadolu», «Milli Gazete», а также для целого ряда журналов, таких как «Nehir» и «Yeni Zemin». Позднее занимал должность заместителя министра, отвечающего за прессу.

## Политическая карьера
Член партии справедливости и развития. Занимал должность советника председателя партии Реджепа Эрдогана. В 2011 году Акдоган был избран в парламент, переизбирался в июне 2015. Ялчин Акдоган считается одним из основных идеологов партии справедливости и развития. В 2004 году вышла его книга «Muhafazakâr Demokrasi» (консервативная демократия).
В августе 2014 года президентом Турции был избран Реджеп Эрдоган, вскоре после этого должность председателя партии справедливости и развития занял Ахмет Давутоглу. Вскоре было сформировано правительство, в котором Акдоган получил пост одного из четырёх вице-премьеров. В качестве вице-премьера Ялчин Акдоган занимался ведением безуспешных переговоров с представителями Рабочей партии Курдистана.